# وجوویس
|                                         |                                                 |
| چپ: دیهیم و نیم تنه وجوویس              | راست: مینرو با زوبین و سپر در حال راندن چهاریوغ |
| نقره دناریوس ضرب شده رم ۸۴ قبل از میلاد |                                                 |

وجوویس (به لاتین: Vēiovis) یک ایزد در اساطیر روم تمدن اتروسک بود.
او به عنوان یک مرد جوان به تصویر کشیده شده‌است، دسته ای از تیر، پیلوم، (یا صاعقه) در دست دارد و با یک بز همراه است. رومیان معتقد بودند که وجوویس یکی از اولین خدایان متولد شده‌است. او خدای شفا بود و با اسکلپیوس یونانی اسقلبیوس یونانی مرتبط است. او بیشتر در رم و Bovillae در لاتیوم پرستش می‌شد. در تپه کاپیتول (رم) و در جزیره تیبر، معابدی به افتخار او ساخته شده بود.